# Holger Reinisch
Holger Reinisch (* 12. Oktober 1948 in Grömitz) ist ein deutscher Wirtschaftspädagoge.

## Leben
Reinisch studierte von 1969 bis 1972 Betriebs- und Volkswirtschaftslehre, Erziehungswissenschaft (Berufs- und Wirtschaftspädagogik), Politische Wissenschaft und Sozial- und Wirtschaftsgeschichte an der Universität Hamburg. Von 1973 bis 1979 war er als wissenschaftlicher Assistent am Interdisziplinären Zentrum für Hochschuldidaktik der Universität Hamburg tätig. Während dieser Zeit legte er seine Dissertationsschrift Das Planspiel als Medium wissenschaftspropädeutischer Lernprozesse an der Universität Hamburg vor und promovierte im Jahr 1978 zum Dr. phil. Von 1979 bis 1992 arbeitete er als Akademischer Rat für Berufs- und Wirtschaftspädagogik im Fachbereich Wirtschafts- und Rechtswissenschaften – Fachgebiet Berufs- und Wirtschaftspädagogik – an der der Carl von Ossietzky Universität Oldenburg. Dort habilitierte er im Jahr 1991. Im Sommersemester 1992 hat Reinisch die Professur für Berufs- und Wirtschaftspädagogik an der Universität Mannheim vertreten. Im Oktober 1992 wurde er Universitätsprofessor (C3) für Berufs- und Wirtschaftspädagogik an der Universität Oldenburg. Im Wintersemester 1994/95 vertrat er den Lehrstuhls für Pädagogik (insbesondere Wirtschaftspädagogik) an der Wirtschafts- und Sozialwissenschaftlichen Fakultät der Friedrich-Alexander-Universität Erlangen-Nürnberg. Von April 1996 bis März 1997 war er Dekan des Fachbereichs Wirtschafts- und Rechtswissenschaften der Carl von Ossietzky Universität Oldenburg. Danach vertrat er bis Januar 1999 den Lehrstuhl für Wirtschaftspädagogik an der Wirtschaftswissenschaftlichen Fakultät der Friedrich-Schiller-Universität Jena. Seit Februar 1999 war er Inhaber dieses Lehrstuhls. Im Jahr 2014 ging Reinisch in den Ruhestand.

## Forschungs- und Arbeitsschwerpunkte
- international-vergleichende Berufsbildungsforschung
- historische Berufsbildungsforschung
- Betriebspädagogik
- regionale Berufsbildungsforschung/Berufsbildungspolitik
- Curriculumtheorie/Didaktik der Berufsbildungsforschung
- Theorie und Politik der Berufsbildung sowie Hochschuldidaktik

## Mitgliedschaften
Reinisch ist seit 1975 Mitglied der Arbeitsgemeinschaft für Hochschuldidaktik (AHD) und seit 1981 Mitglied der Deutschen Gesellschaft für Erziehungswissenschaft. Er ist Vorstandsmitglied im Jenaer Institut für Berufsbildungsforschung & -beratung e.V.

## Werke (Auswahl)
- Holger Reinisch: Ökonomisches Kalkül und kaufmännisches Selbstbild. Habilitationsschrift. Oldenburg 1991 (648 S.).
- Holger Reinisch: Planspiel und wissenschaftspropädeutisches Lernen. Dissertationsschrift. Hochschuldidaktische Forschungsberichte, Nr. 14. Hamburg 1980, ISBN 3-88334-107-X.